# Julien Dupré

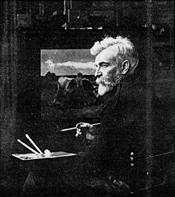
Julien Dupré.

Julien Dupré, född den 19 mars 1851 i Paris, död där den 16 april 1910, var en fransk målare.
Dupré, som var lärjunge till Isidore Pils, målade friluftsbilder från landsbygden med stark solverkan och omsorgsfullt och friskt ljusstudium. Luxembourggalleriet äger av honom Den vita kon och Slåtterarbetarna.